# Cora notoxantha
Cora notoxantha är en trollsländeart som beskrevs av Friedrich Ris 1918. Cora notoxantha ingår i släktet Cora och familjen Polythoridae. Inga underarter finns listade i Catalogue of Life.